# 豪渓駅
豪渓駅（ごうけいえき）は、岡山県総社市宍粟にある、西日本旅客鉄道（JR西日本）伯備線の駅である。駅番号はJR-V08。
駅名の通り、景勝地「豪渓」の最寄駅ではあるが、北に約8km程離れている。

## 歴史
- 1925年（大正14年）
  - 2月17日：鉄道省伯備南線（現・伯備線）倉敷駅 - 当駅間開通時に終着駅の宍粟駅（しさわえき）として開設[1]。
  - 5月17日：伯備南線当駅 - 美袋駅間延伸、途中駅となる。
- 1928年（昭和3年）10月25日：伯備南線が伯備線の一部となり、当駅もその所属となる。
- 1935年（昭和10年）5月16日：豪渓駅（ごうけいえき）に改称[1]。
- 1963年（昭和38年）4月1日：貨物取扱廃止[1]。
- 1971年（昭和46年）10月1日：荷物扱い廃止[2]、無人駅化[3]。
- 1987年（昭和62年）4月1日：国鉄分割民営化に伴い、JR西日本の駅となる[1]。
- 2006年（平成18年）3月31日：この日限りで駅前の個人商店における委託発券（簡易委託）を解除、終日無人駅化。
- 2007年（平成19年）
  - 6月30日：ICOCA対応簡易型自動改札機設置。
  - 9月1日：ICカード「ICOCA」の利用が可能となる。
- 2017年（平成29年）1月24日：当駅を発車しようとした普通列車が車輪止めに乗上げ脱線する事故が発生[4]。
- 2018年（平成30年）7月6日 - 13日：豪雨に伴い営業休止。14日から7月31日まで岡山駅 - 当駅間で折返し運転を実施していた。

## 駅構造
単式ホーム1面1線と島式ホーム1面2線、計2面3線を有する地上駅。駅舎は単式ホーム1番のりば側にあり、島式ホーム2・3番のりばへは跨線橋で連絡している。
倉敷駅管理の無人駅。駅舎内に簡易型自動改札機がある。ICOCA利用可能駅（相互利用可能ICカードはICOCAの項を参照）。
また、2024年秋頃をもって豪渓駅構内の自動券売機の取扱が終了になった。

### のりば
| のりば | 路線   | 方向 | 行先           |
| ------ | ------ | ---- | -------------- |
| 1      | 伯備線 | 上り | 倉敷・岡山方面 |
| 2・3   | 伯備線 | 下り | 新見・米子方面 |

付記事項
- 上り本線は1番のりば、下り本線は3番のりば。2番のりばは上下共用の待避線（中線）であるが、2016年（平成28年）3月26日現在では新見方面のみ使用。主に夕方から夜間に特急列車通過待ちを行う列車が中線を使用している。
- 2018年7月の豪雨時は岡山駅 - 当駅間で折返し運転を行っていた。

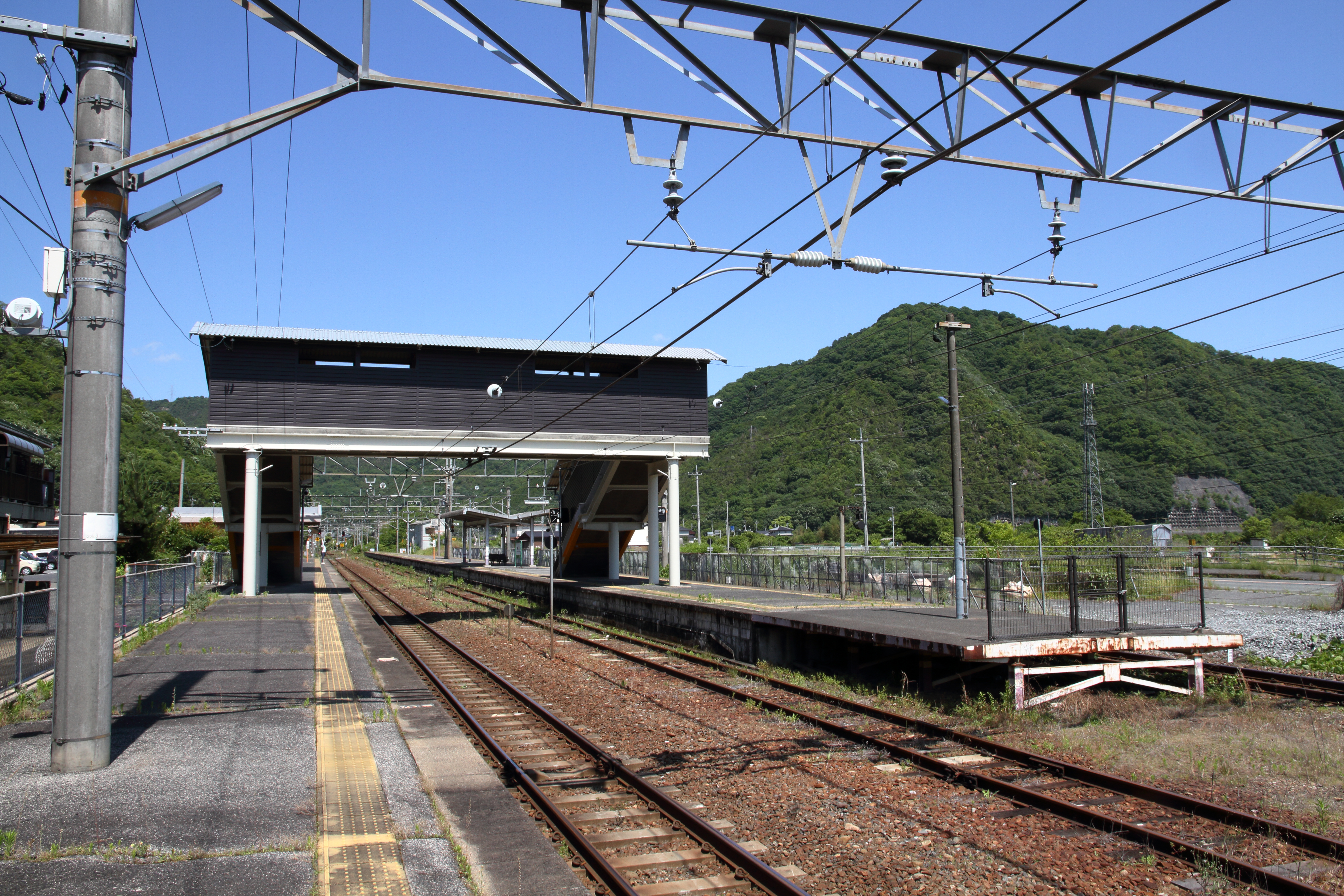
構内（2024年6月）
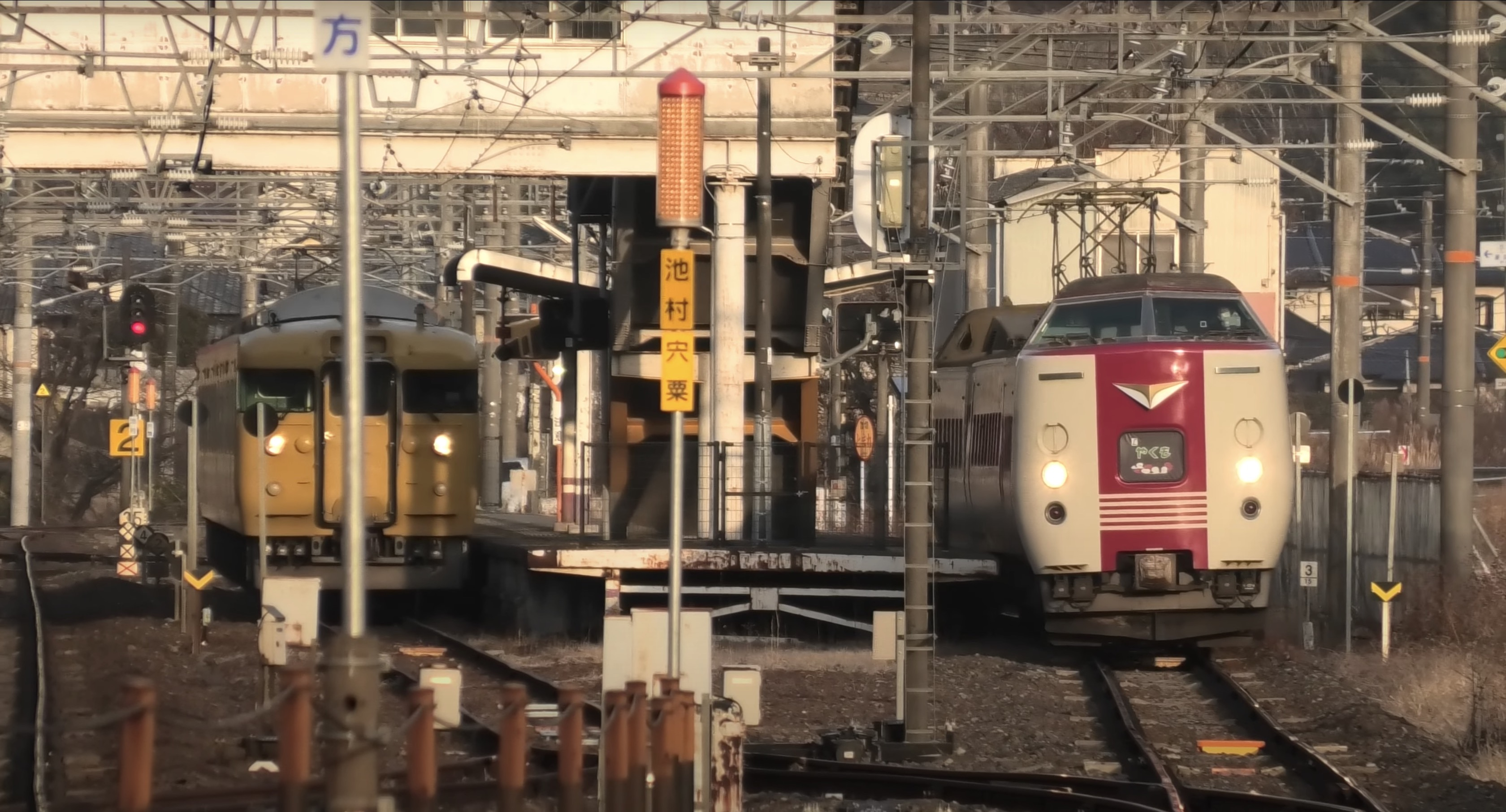
特急「やくも」（右）の通過を待つ米子方面の各停（2021年1月）

## 利用状況
近年の1日平均乗車人員の推移は以下の通り。
| 乗車人員推移 | 乗車人員推移 |
| 年度         | 1日平均人数  |
| ------------ | ------------ |
| 1999         | 234          |
| 2000         | 227          |
| 2001         | 223          |
| 2002         | 210          |
| 2003         | 207          |
| 2004         | 209          |
| 2005         | 194          |
| 2006         | 184          |
| 2007         | 179          |
| 2008         | 166          |
| 2009         | 165          |
| 2010         | 160          |
| 2011         | 148          |
| 2012         | 147          |
| 2013         | 144          |
| 2014         | 145          |
| 2015         | 145          |
| 2016         | 146          |
| 2017         | 150          |
| 2018         | 141          |
| 2019         | 131          |
| 2020         | 113          |
| 2021         | 108          |

## 駅周辺
国道180号沿いにあるが、駅舎はその反対側に面する。駅舎側にはタクシー会社や駐在所があり、民家が多く建つ。駅東側には蒔田広孝の紀念碑がある。国道側は田畑が広がっているが、駅付近には物流業の事務所がある。
なお、駅名の由来となった豪渓（日本五大名峡の一つ）は、当駅からやや遠い所にある。
- 豪渓郵便局
- 総社警察署 豪渓駐在所：1994年開業
- 豪渓交通：タクシー会社
- 賀陽運輸 営業本部
- 三雅急送
- 備中国浅尾藩主 蒔田廣孝 揮毫紀念碑
- 宍粟地区戦没者慰霊碑
- 正満寺
- 八幡神社
- 国道180号
- 岡山県道57号総社賀陽線
- 岡山県道278号宍粟真備線
- 備北バス「豪渓駅口」停留所：国道180号沿い
- 高梁川

## 隣の駅
西日本旅客鉄道（JR西日本）
 伯備線
総社駅 (JR-V07) - 豪渓駅 (JR-V08) - 日羽駅 (JR-V09)